# 상하면
상하면(上下面)은 대한민국 전북특별자치도 고창군의 면이다.

## 개요
상하면은 고창군의 최서남단에 위치한 곳으로 전라남도 영광군 홍농읍과 경계를 이루고 있으며, 3,000여명의 주민들이 농업과 어업에 종사하고 있다.

## 주요 시설
- 구시포해수욕장
- 해수찜월드
- 용대저수지
- 매일유업 상하치즈
- 한전고창전력시험센터[1]
- 삼시세끼 고창편 촬영지

## 교육
- 상하초등학교 (장산리)
- 삼광초등학교 (폐교) - 상하면 풍촌길 8 (용대리)
- 용강초등학교 (폐교) - 상하면 광촌길 60 (용정리)
- 석남초등학교 (폐교) - 상하면 석남길 27 (석남리)
- 상하중학교 (장산리)

## 행정 구역

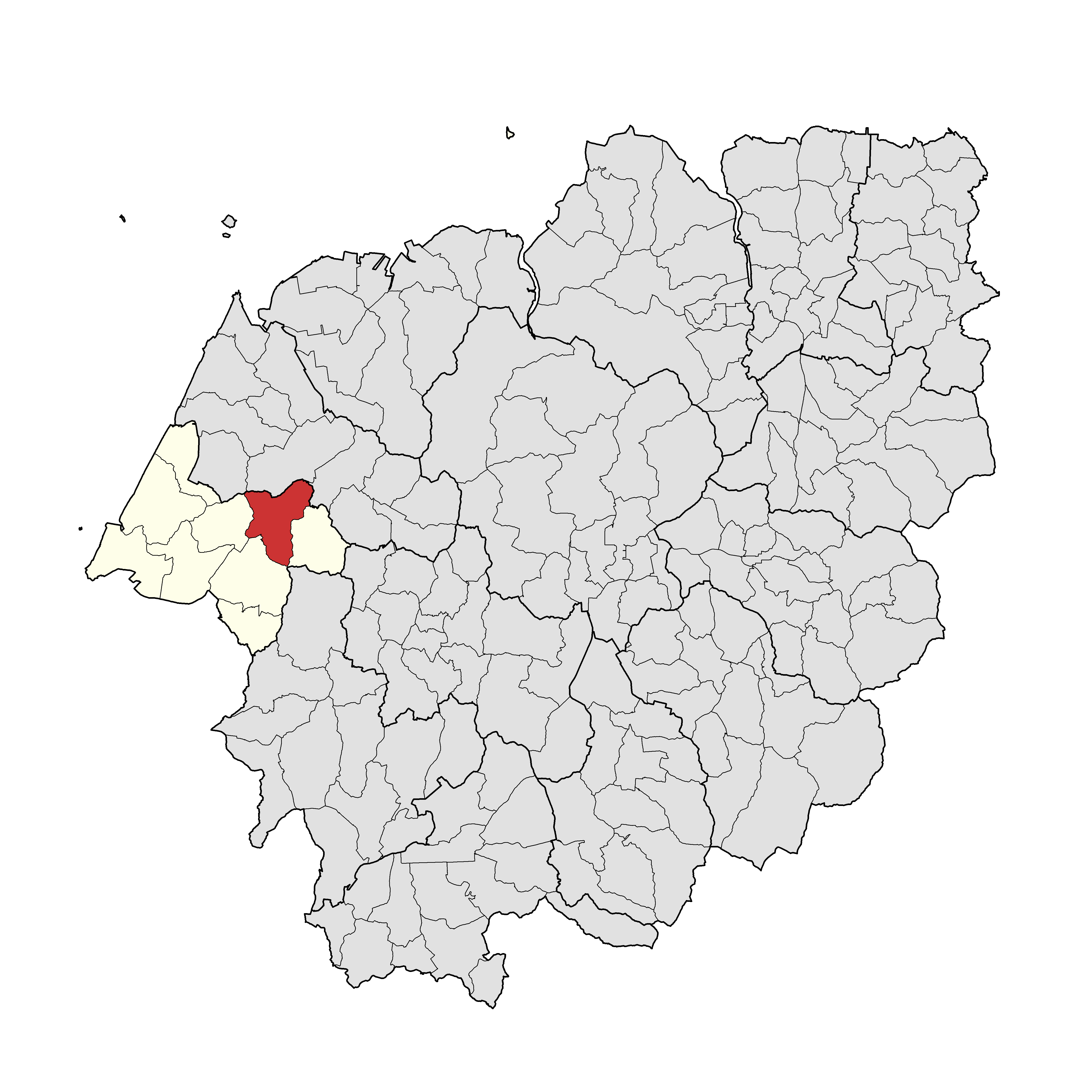
검산리
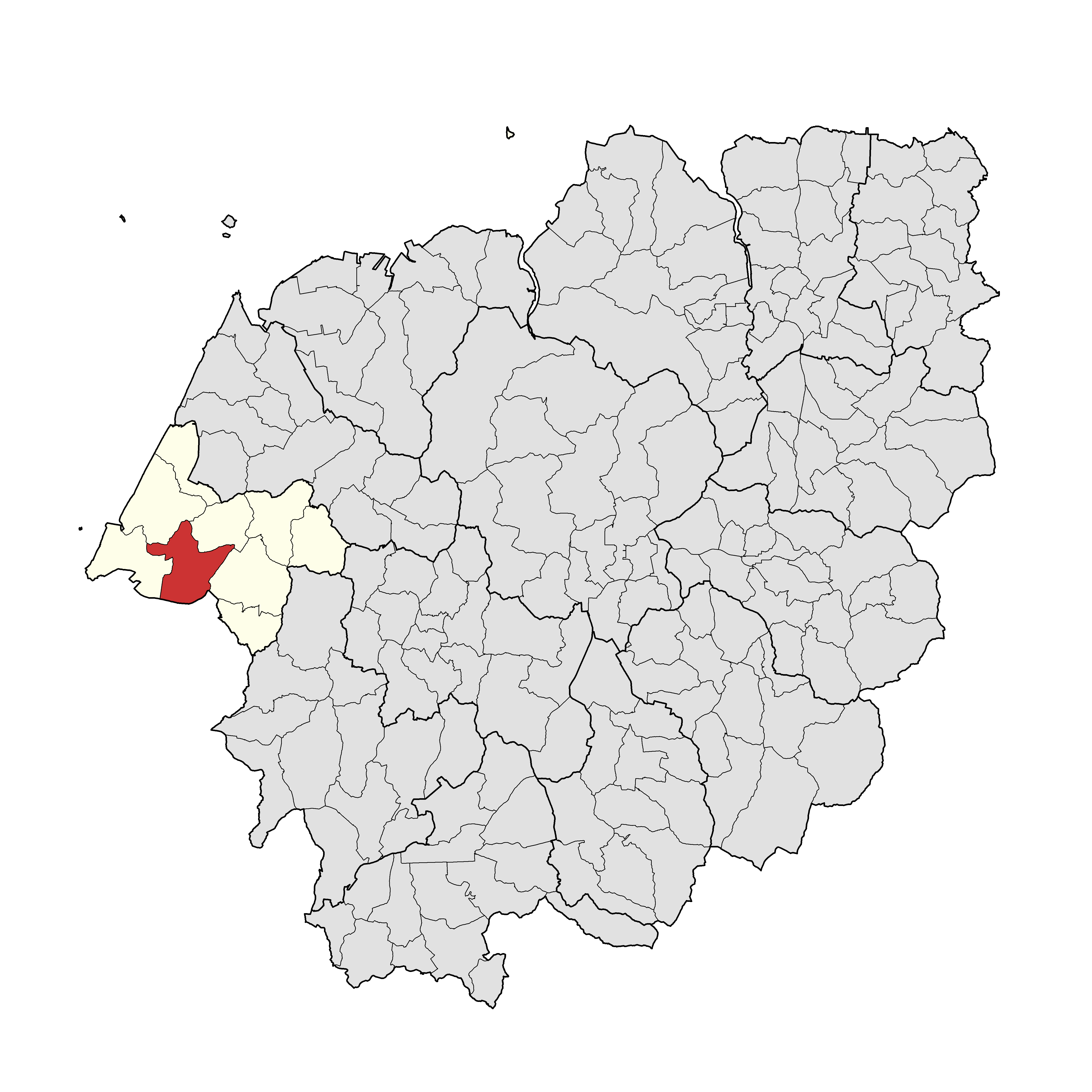
석남리
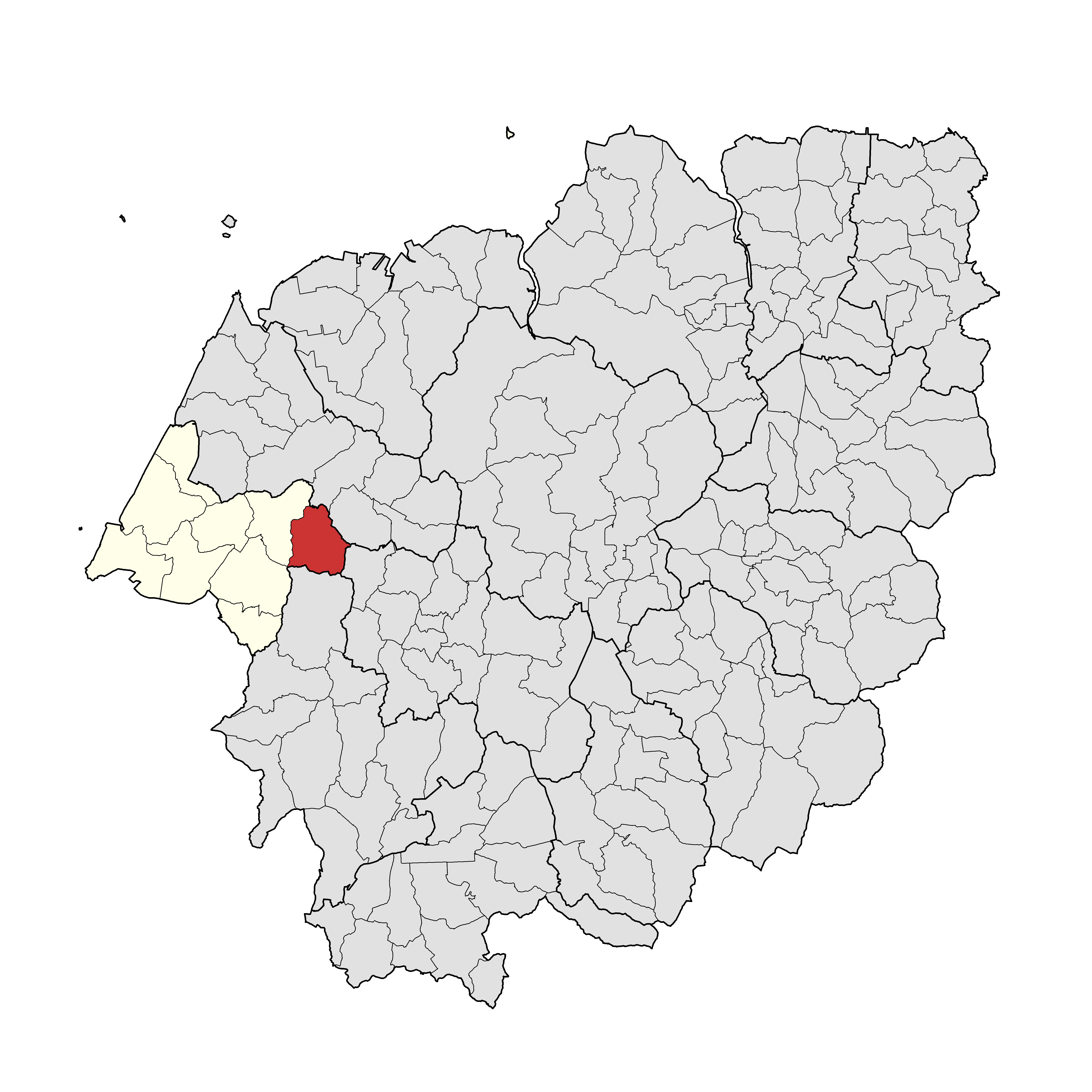
송곡리
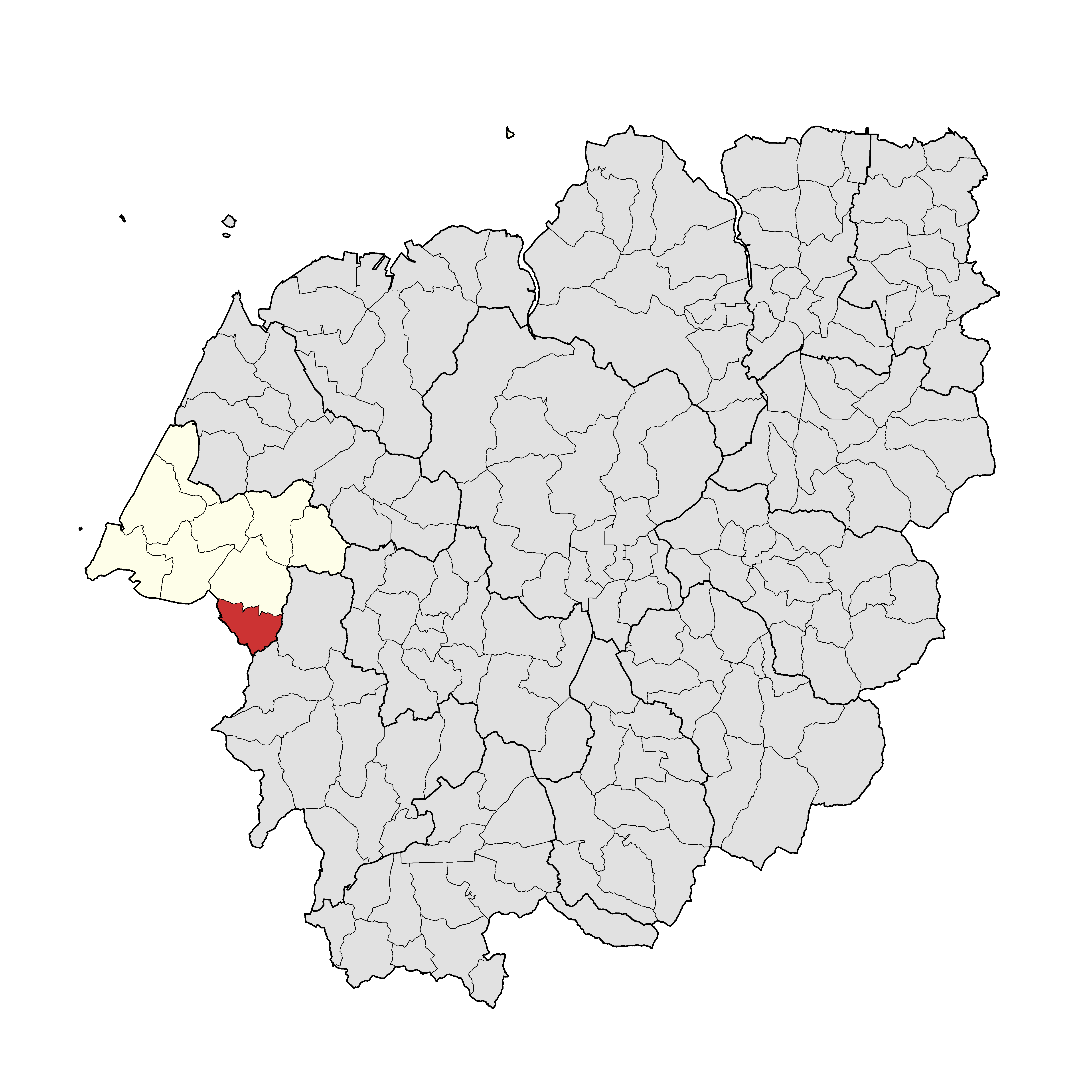
용대리
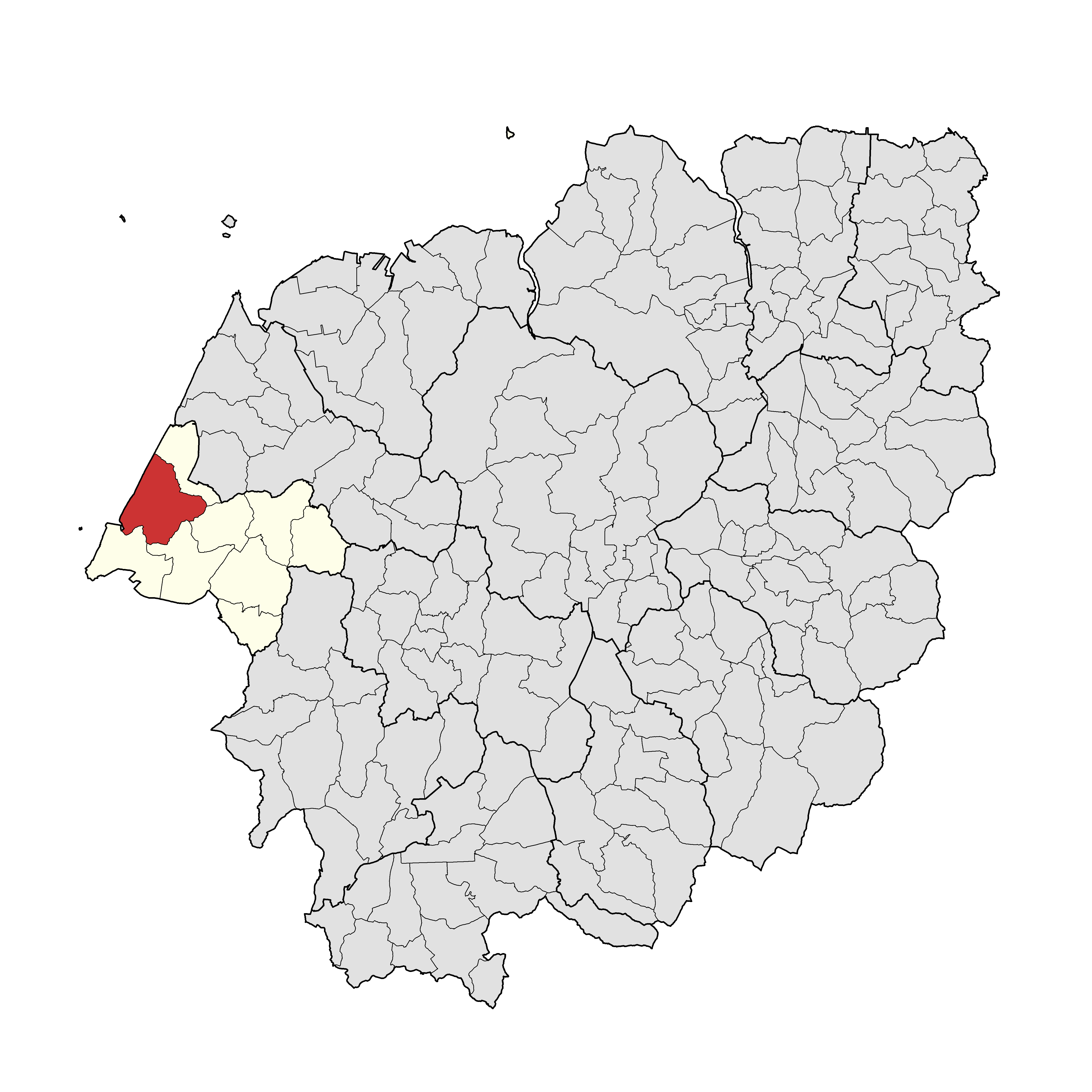
용정리
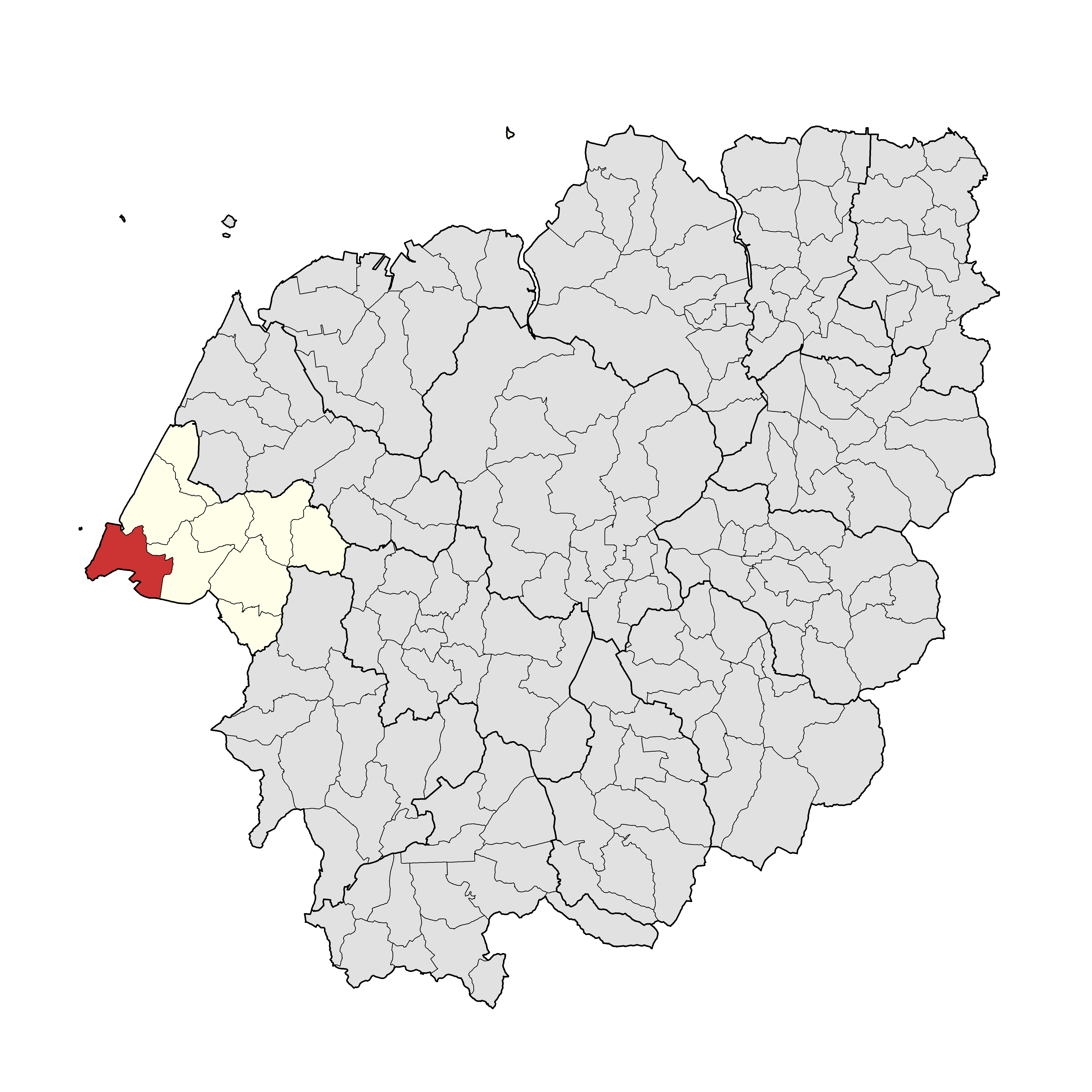
자룡리
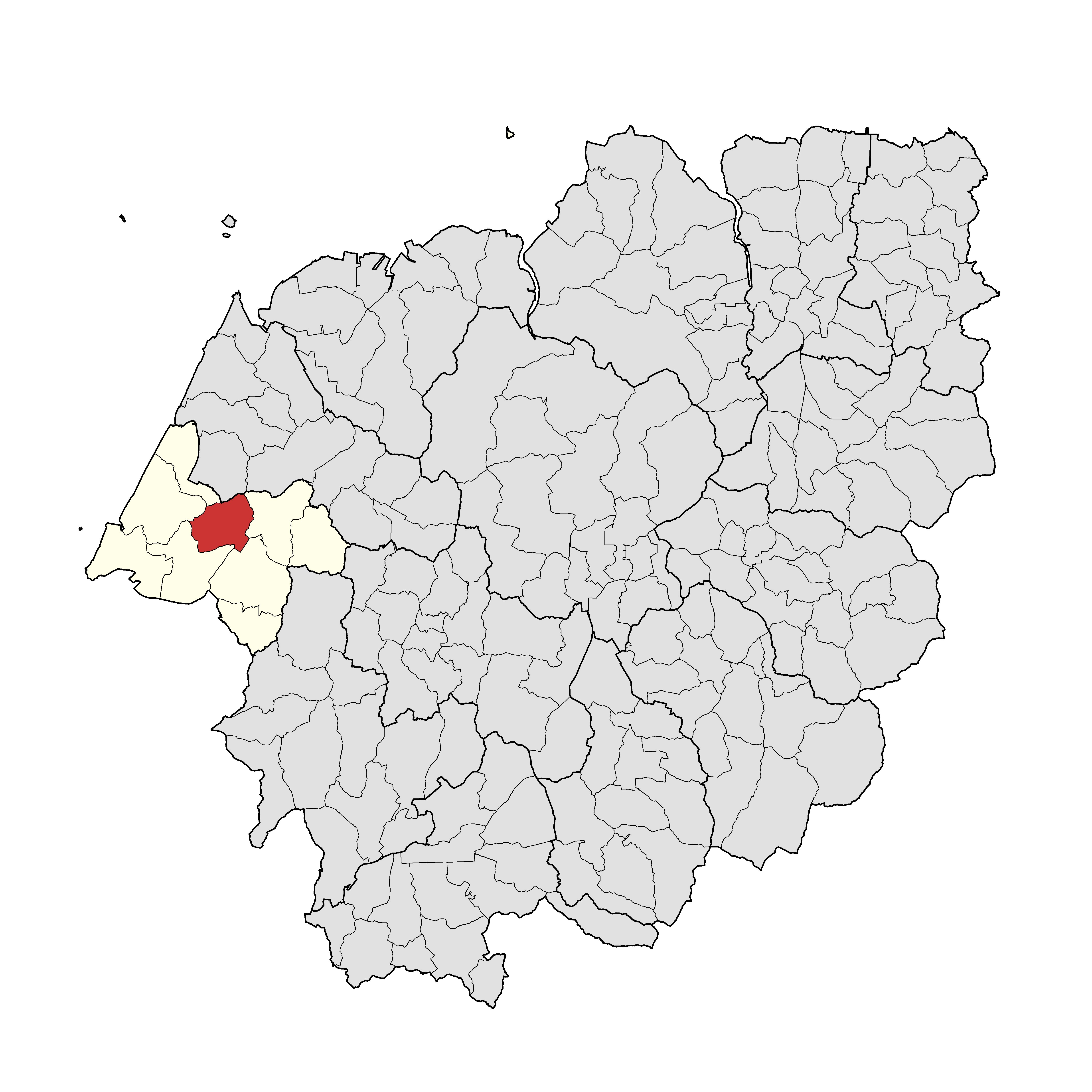
장산리
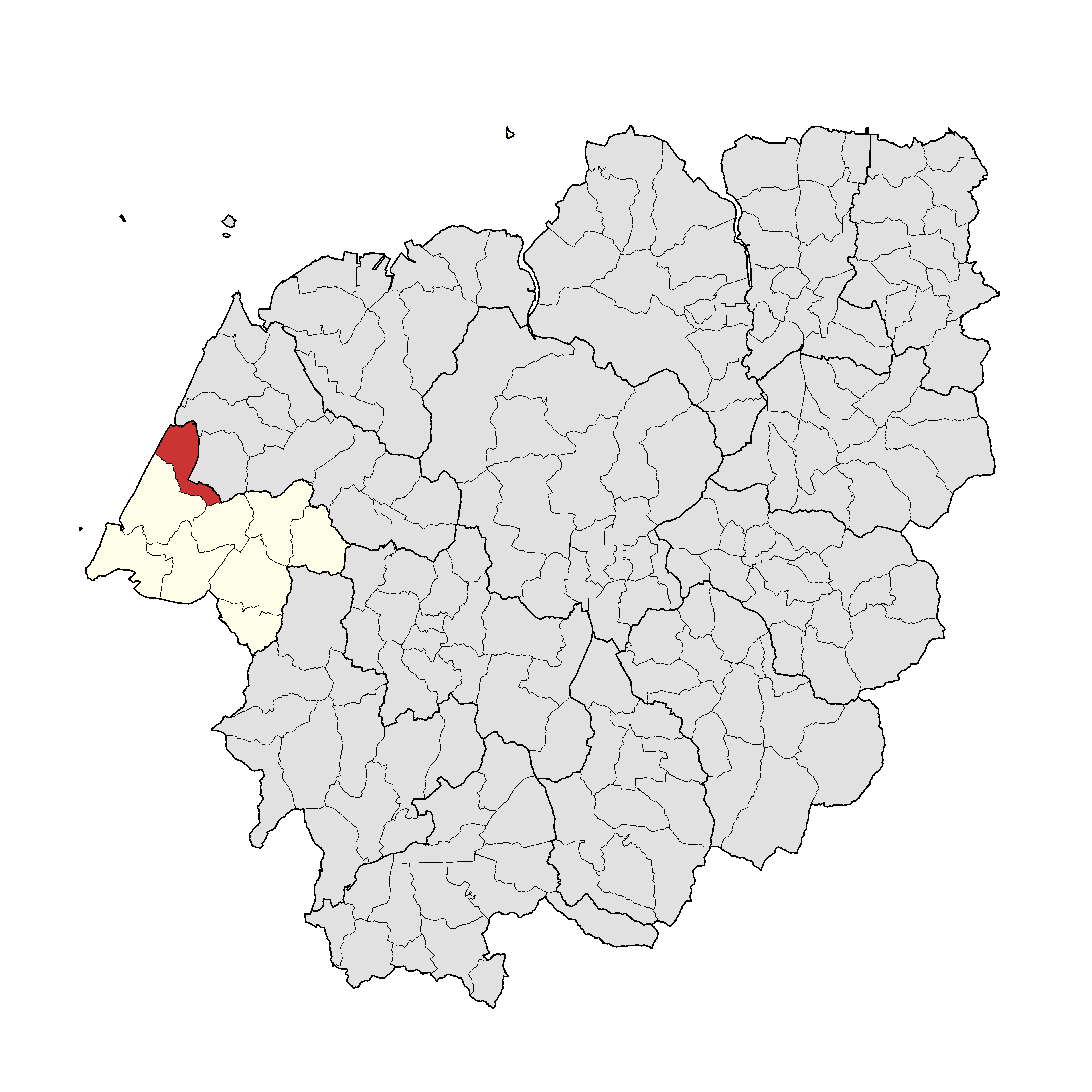
장호리
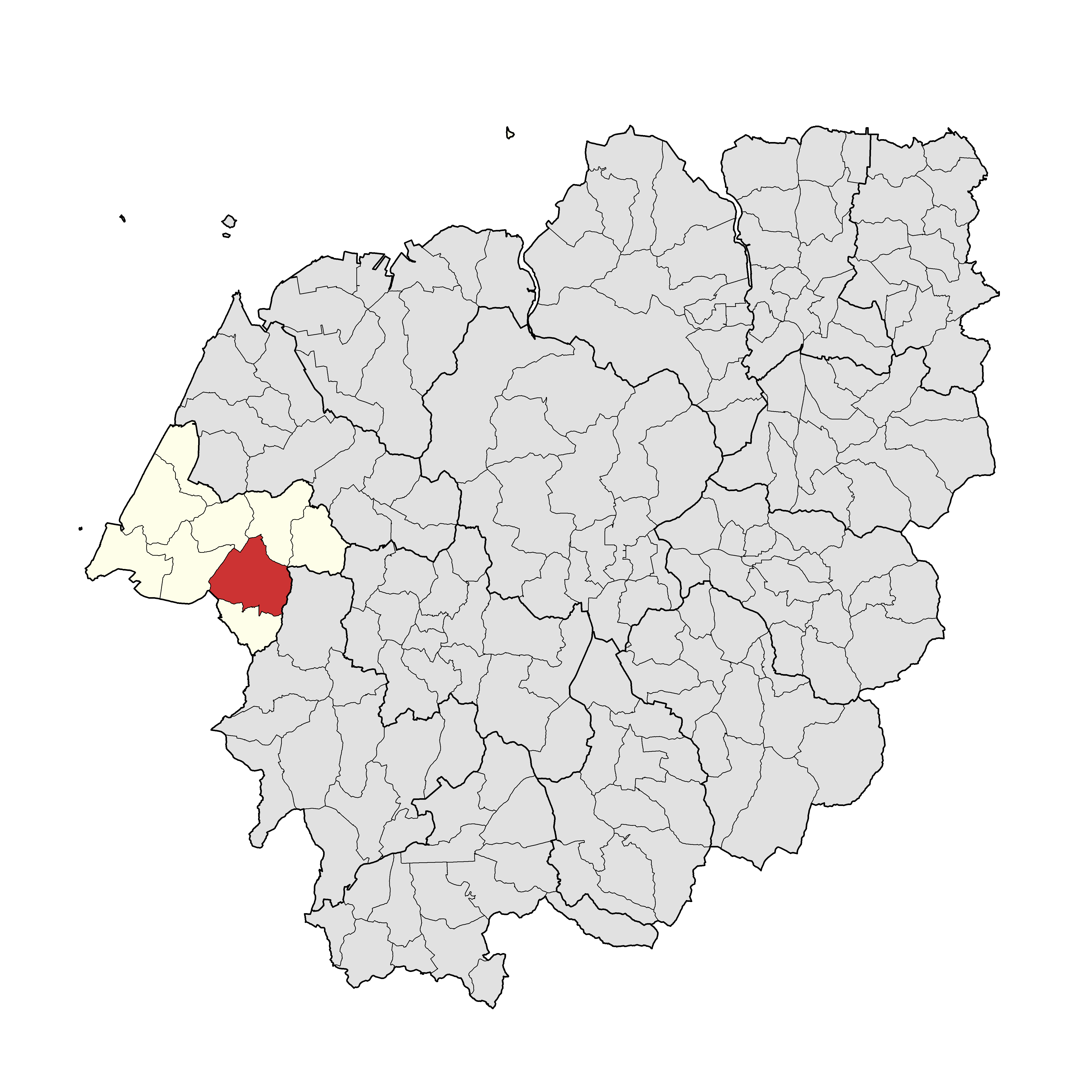
하장리